# 弗兰克·帕舍克
弗兰克·帕舍克（德語：Frank Paschek，1956年6月25日—），德国男子田径运动员，主攻跳远。他曾代表东德参加1980年夏季奥林匹克运动会田径比赛，获得男子跳远银牌。